# Región militar
La región militar o distrito militar es el término con el que se denomina a la subdivisión del territorio de un Estado desde el punto de vista de las fuerzas armadas, en cuanto a la asignación de recursos humanos y materiales con vistas a la defensa. Por tanto, la región militar responde a un modelo de defensa territorial determinado de cada país.
En otros casos se denomina así a las formaciones de las fuerzas armadas de un Estado —a menudo del ejército, pero también fuerzas de policía— que son responsables de un área determinada del territorio. No obstante, éstas son más unos responsables administrativos de las cuestiones operativas que unas auténticas fuerzas de combate, y en algunos países, además, manejan las partes del ciclo de servicio militar obligatorio. En algunas ocasiones las marinas de guerra también emplean un sistema de organización similar para sus fuerzas militares, en tanto dispongan de un gran tamaño y número de efectivos.

## Ejemplos

### Alemania

#### III Reich
Durante la Segunda Guerra Mundial la Alemania nazi empleó un sistema de distritos militares (del alemán: Wehrkreis) para reducir la carga administrativa a los comandantes y para proporcionar un flujo regular de los reclutas entrenados y suministros para el Ejército de Campaña. El método que adoptaron fue separar el Ejército de campaña (Oberbefehlshaber des Heeres) de las Fuerzas militares locales (Heimatkriegsgebiet) y encomendar las responsabilidades de la formación, reclutamiento y equipos a las Fuerzas locales.
El comandante de los cuerpos de ejército con el mismo numeral también comandaba los Wehrkreis en tiempo de paz, pasando a su segundo el mando en el caso de que se produjese el estallido de una contienda. En época de paz, los Wehrkreis también constituían las sedes de las mismas unidades militares y todas las unidades subordinadas de ese Cuerpo.

#### República Federal Alemana (RFA)
A día de hoy, las Fuerzas armadas alemanas (Bundeswehr) se hallan divididas en cuatro distritos militares, o Wehrbereichskommando (WBK), como parte del Servicio combinado de Apoyo al Mando, o Streitkräftebasis. Los distintos Cuarteles generales se encuentra en:
- Kiel: WBK I
- Maguncia: WBK II
- Erfurt: WBK III
- Múnich:WBK IV

### Argelia
La Región militar es un cuerpo territorial del Ejército Nacional Popular de Argelia, el territorio argelino se subdivide en seis regiones militares.  Las unidades principales del Ejército Popular Nacional estacionadas en el territorio de una región militar se estructuran en varias unidades principales (divisiones y brigadas) y están bajo el mando del comandante de esta región.

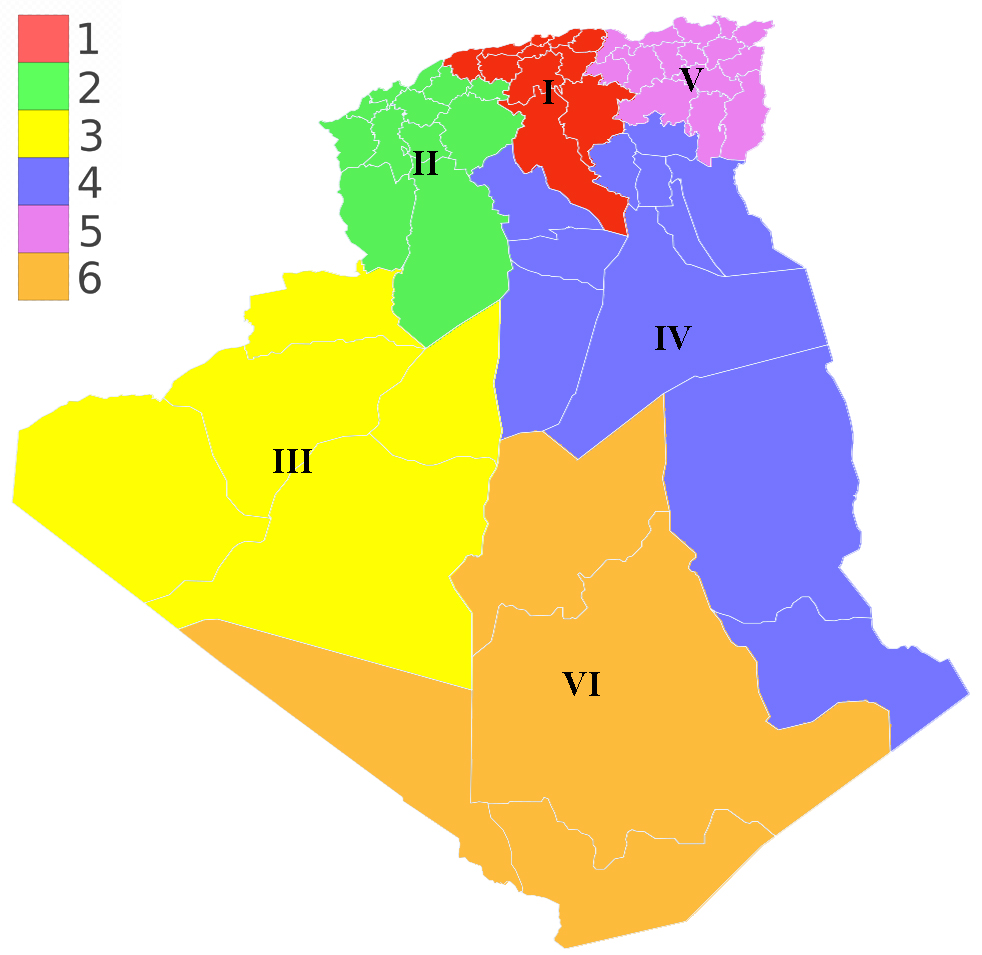
Mapa de las regiones militares de Argelia.

| Región militar | N.º | Cuartel regional | Color |
| -------------- | --- | ---------------- | ----- |
| Primera        | I   | Blida            |       |
| Segunda        | II  | Orán             |       |
| Tercera        | III | Béchar           |       |
| Cuarta         | IV  | Uargla           |       |
| Quinta         | V   | Constantina      |       |
| Sexta          | VI  | Tamanrasset      |       |

### China

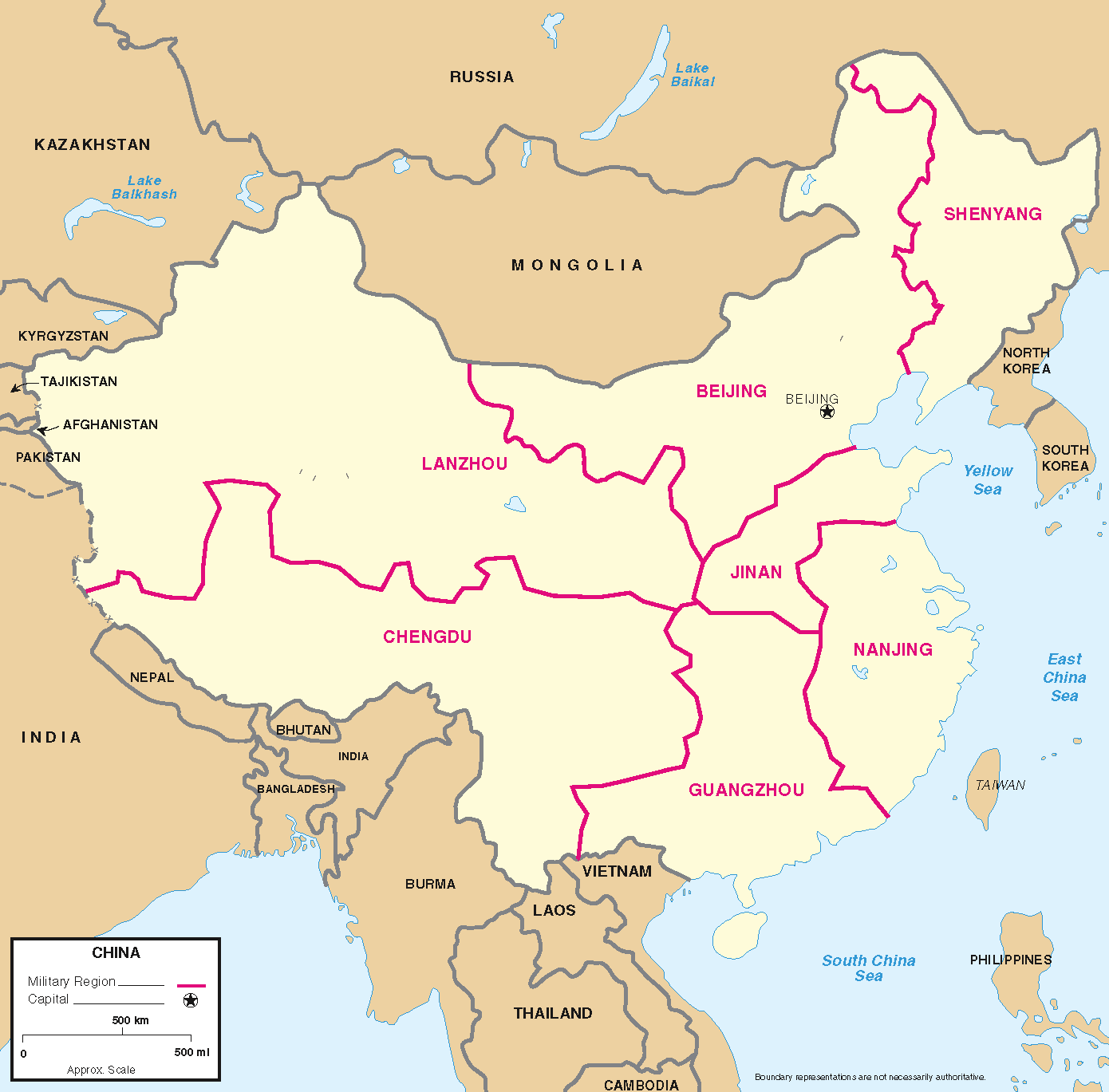
Regiones militares de China (2006).

En el caso chino, las regiones militares están divididas en distritos militares, por lo general con las provincias contiguas, y a su vez éstas en subdistritos militares. Originalmente fueron establecidas trece regiones militares durante los años 50, pero el número ya fue reducido a 11 durante los últimos años de la década de los 60. Las resultes regiones militares (Shenyang, Pekín, Lanzhou, Xinjiang, Jinan, Nankín, Fuzhou, Cantón, Wuhan, Chengdú, y Kunming) serían reducidas a siete en el periodo 1985-1988. Las actuales regiones son:
- Región Militar de Shenyang
- Región Militar de Pekín
- Región Militar de Lanzhou
- Región Militar de Jinan
- Región Militar de Nankín
- Región Militar de Cantón
- Región Militar de Chengdú

### España

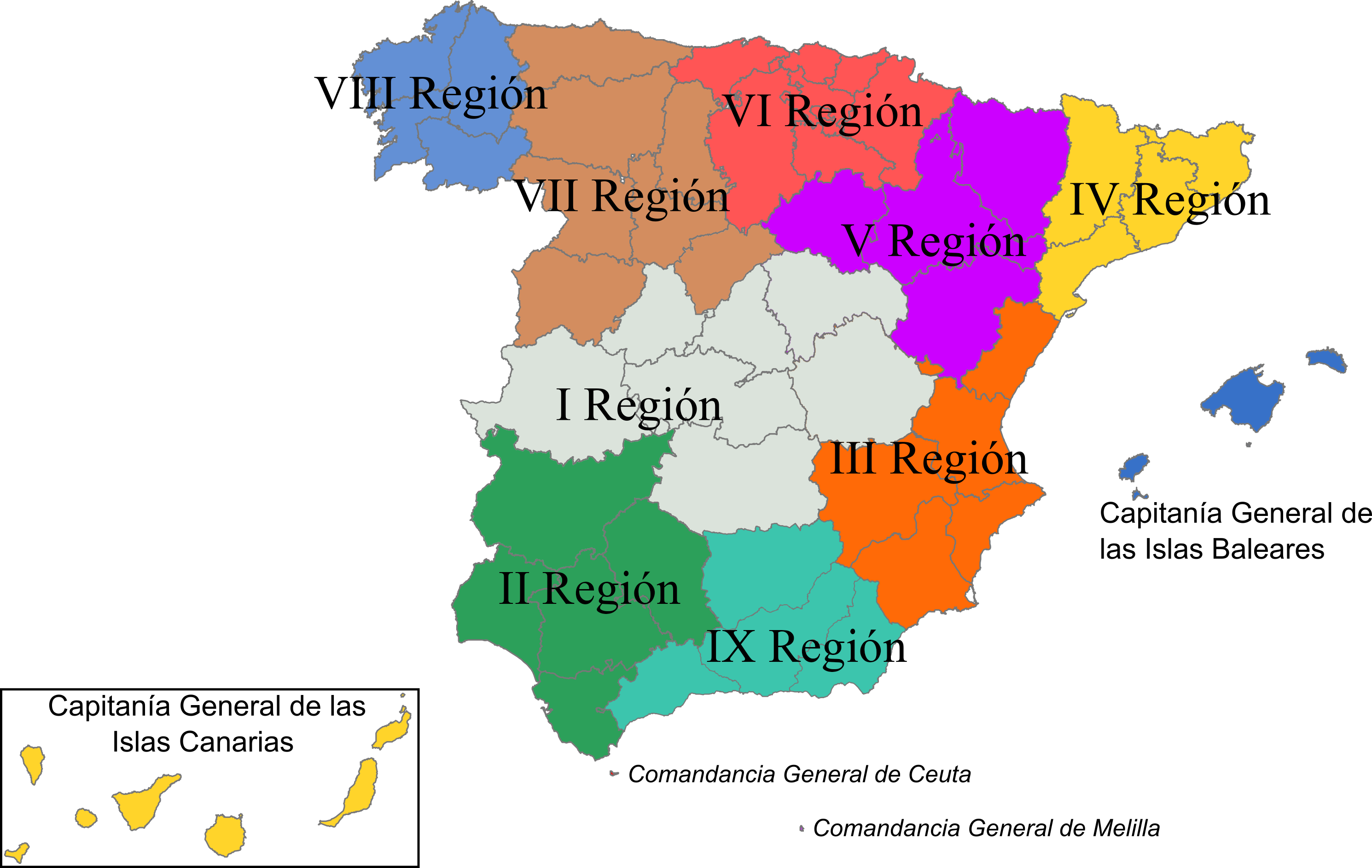
Regiones militares de España tras la reforma del 22 de febrero de 1960, durante el Régimen franquista.

La división de España en zonas militares data de 1705, cuando se crean las Capitanías generales y se ajustaron éstas a los antiguos reinos que constituían la Monarquía Hispánica. En 1898 se volvió a dividir el territorio peninsular, esta vez en siete Regiones Militares, a la vez que se constituyeron las Comandancias Generales de Baleares, Canarias, Ceuta y Melilla. En 1939, finalizada la guerra civil española e instaurada la dictadura franquista, fueron paulatinamente reinstauradas las Regiones militares que habían desaparecido durante la Segunda República, llegando a existir:
- I Región Militar, capitanía general de Madrid.
- II Región Militar, capitanía general de Sevilla.
- III Región Militar, capitanía general de Valencia.
- IV Región Militar, capitanía general de Barcelona.
- V Región Militar, capitanía general de Zaragoza.
- VI Región Militar, capitanía general de Burgos.
- VII Región Militar, capitanía general de Valladolid.
- VIII Región Militar, capitanía general de La Coruña.
- IX Región Militar, capitanía general de Granada.

Después de la restauración de la Democracia, el Ejército de Tierra español pasó de estar dividido, junto a otras demarcaciones extrapeninsulares, en nueve regiones militares a seis en 1984 y cuatro en 1997. El 17 de octubre de 1984 se suprimieron las regiones militares segunda (Sevilla) y novena (Granada), para constituir la Región Militar Sur, en aplicación del decreto de reestructuración de la organización territorial para el Ejército de Tierra que fue aprobado ese mismo año. Así pues, tras la reforma de 1984 quedaron organizadas de la siguiente forma:

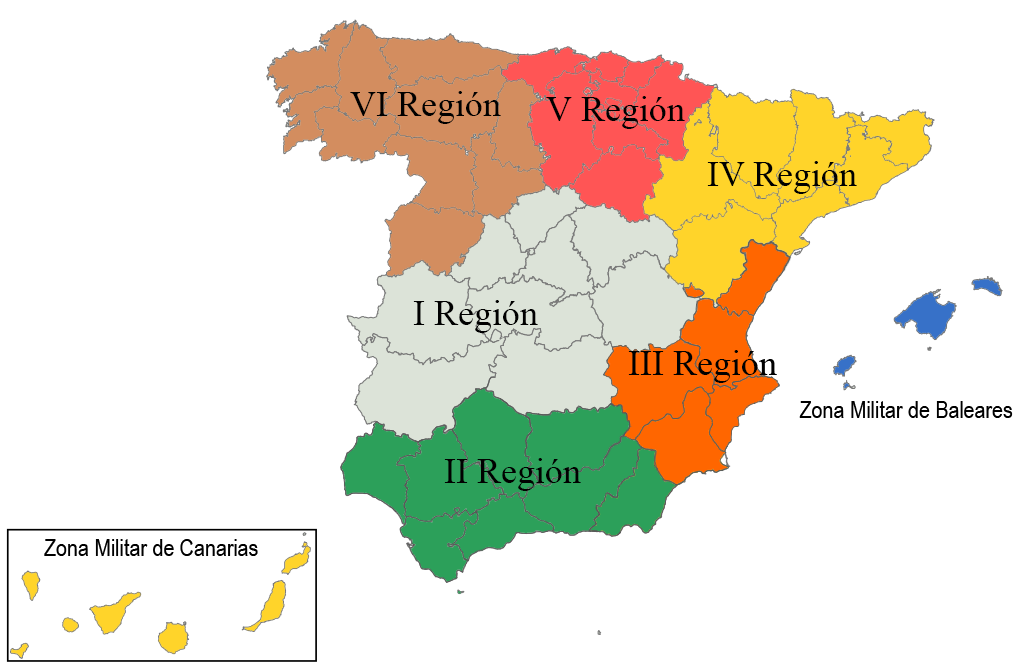
Regiones militares en 1984.

- I.- Región Militar Centro, con mando y cuartel general en Madrid.
- II.- Región Militar Sur, con mando y cuartel general en Sevilla.
- III.- Región Militar Levante, con mando y cuartel general en Valencia.
- IV.- Región Militar Pirenaica Oriental, con mando y cuartel general en Barcelona.
- V.- Región Militar Pirenaica Occidental, con mando y cuartel general en Burgos.
- VI.- Región Militar Noroeste, con mando y cuartel general en La Coruña.

En 1997 el número de las regiones se redujo de nuevo en virtud de un segundo decreto de reestructuración. Desde 2002 las Regiones militares tradicionales han desaparecido, ya que desde entonces las Fuerzas Armadas españolas se organizan en unidades tácticas en función de los cometidos y misiones asignados.

### Rusia

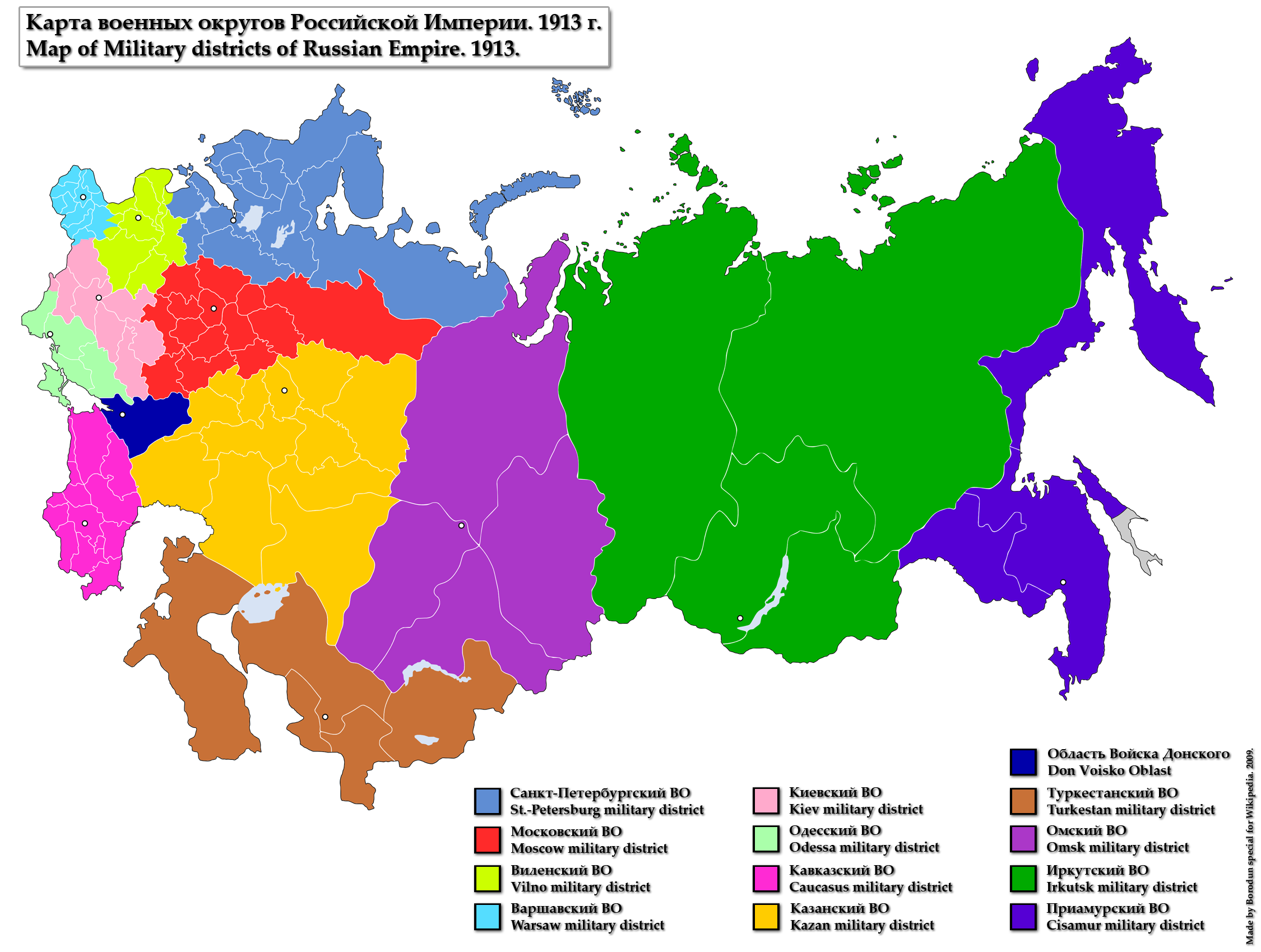
Regiones militares del Imperio ruso, hacia 1913.

#### Imperio ruso
Los distritos militares del Imperio ruso (en ruso: вое́нный о́круг, voienny ókrug) eran una asociación territorial de unidades militares, formaciones, escuelas militares, y varios establecimientos militares locales. Este tipo de división territorial iba a ser el que se emplease durante el Imperio, la URSS y de actual uso en la Federación de Rusia.

Distritos militares de la Unión Soviética entre 1948 y 1991.

#### Unión Soviética
En la nueva URSS, los distritos militares continuaron realizando el mismo papel que habían tenido durante la época zarista, primero con seis distritos militares (Yaroslavsky, Moskovsky, Orlovsky, Belomorsky, Uralsky, y Privolzhsky) que fueron creados el 31 de marzo de 1918, en el contexto de la guerra civil rusa. Estos serían incrementados a 17 distritos para comienzos de julio de 1940, poco después del comienzo de la Segunda Guerra Mundial, y que una vez producida la Invasión alemana de la URSS serían empleados para crear amplias unidades de operaciones, los conocidos como Frentes. Durante la contienda los distritos se dividieron en regiones geográficas específicas, encargadas de la logística, que son:[cita requerida]
- Distritos Norte y Noroeste.
- Distritos Oeste y Central.
- Distritos Sur y Suroeste.
- Distritos siberianos y de Asia Central.
- Distritos del Lejano Oriente.

Después de la guerra, el número de distritos había sido incrementado a 33 para facilitar la desmovilización de las fuerzas, aunque para octubre de 1946 estos habían quedado reducidos a 21. A finales de la década de 1980, inmediatamente antes de la disolución de la Unión Soviética, existían 16 distritos militares.

Distritos militares de Rusia, después de la reforma de 2010:
Distrito Militar Occidental
Distrito Militar Meridional
Distrito Militar Central
Distrito Militar Oriental

#### Federación Rusa
Tras la constitución de la Federación Rusa, los distritos militares continuaron quedaron subordinados a la autoridad del Estado Mayor de las Fuerzas Terrestres de Rusia. Desde 1922 a 2010, las Fuerzas armadas han mantenido un número cada vez menor de antiguas unidades y distritos procedentes de la era soviética (estos eran, el Distrito Militar de Leningrado, Distrito Militar de Moscú, Distrito Militar Volga-Urales, Distrito Militar del Cáucaso Norte, Distrito Militar de Siberia y Distrito Militar del Extremo Oriente). Durante el periodo 2009-2010 estos distritos fueron reorganizados en cuatro nuevos distritos que reunían los antiguos heredados de época soviética, que se mantuvieron con alguna modificación hasta que en febrero de 2024 se volvió a dividir el Distrito Militar Occidental en dos, dejando cinco distritos:
- Distrito Militar de Leningrado, con sus cuarteles generales en San Petersburgo.
- Distrito Militar de Moscú, con sus cuarteles generales en Moscú.
- Distrito Militar Meridional, con sus cuarteles generales en Rostov del Don.
- Distrito Militar Central, con sus cuarteles generales en Ekaterinburg.
- Distrito Militar Oriental, con sus cuarteles generales en Jabárovsk.

### Vietnam

Regiones militares de Vietnam.

En la actualidad las Fuerzas Armadas de Vietnam están divididas en 8 regiones militares, todas bajo control del Ministerio de Defensa vietnamita: 
- Alto Mando de la capital Hanói: De carácter especial, es la encargada de organizar, crear, administrar y dirigir las fuerzas armadas que defienden la capital. Sus cuarteles generales están en Hanói
- 1.ª Región Militar: Encargada de crear, administrar y dirigir las fuerzas de defensa en el Noreste de Vietnam; El cuartel general se encuentra en Thai Nguyen.
- 2.ª Región Militar: Encargada de las funciones militares en la zona Noroeste de Vietnam, tiene su Cuartel general en Viet Tri.
- 3.ª Región Militar: Encargada de las funciones militares en el delta del río Rojo, tiene su Cuartel general en Hai Phong.
- 4.ª Región Militar: Encargada de las funciones militares en la zona centro del país, tiene su Cuartel general en Vinh.
- 5.ª Región Militar: Encargada de las funciones militares en la zona Sur-centro, incluyendo la Región de las Tierras Altas Centrales y las provincias costeras. Tiene su Cuartel general en Da Nang.
- 7.ª Región Militar: Encargada de las funciones militares en la zona Sureste del país, tiene su Cuartel general en Ciudad Ho Chi Minh.
- 9.ª Región Militar: Encargada de las funciones militares en el Delta del Río Mekong, tiene su Cuartel general en Cần Thơh.